# Lindavista (Hidalgo)
Lindavista es una localidad de México localizada en el municipio de Zempoala en el estado de Hidalgo. La localidad se encuentra conurbada a la ciudad de Pachuca de Soto.

## Geografía
Se encuentra en la región de la Cuenca de México, también denominada Valle de Tizayuca le corresponden las coordenadas geográficas 20° 01’ 32.666” de latitud norte y 98° 47’ 55.113” de longitud oeste, con una altitud de 2385 m s. n. m. En cuanto a fisiografía se encuentra en la provincia del Eje Neovolcánico, dentro de la subprovincia de Lagos y Volcanes de Anáhuac; su terreno es de llanura. En lo que respecta a la hidrografía se encuentra posicionado en la región del Pánuco, dentro de la cuenca del río Moctezuma, y dentro de las subcuenca del río Tezontepec. Cuenta con un clima semiseco templado.

## Demografía
En 2020 registró una población de 4157 personas, lo que corresponde al 7.18 % de la población municipal. De los cuales 1999 son hombres y 2158 son mujeres.
| Gráfica de evolución demográfica de Lindavista entre 1995 y 2020 |
|                                                                  |
| Población registrada por los censos y conteos del INEGI.         |